# Dracula (Castlevania)
Dracula Vlad Țepeș (ドラキュラ・ヴラド・ツェペシュ, Dorakyura Vurado Tsepeshu), ou simplesmente Dracula (ドラキュラ, Dorakyura), é um personagem fictício da série de videogame Castlevania.  É o principal antagonista da série, bem como o chefe final da maior parte do enredo dos jogos, sendo as únicas exceções o primeiro e último jogo da cronologia principal. Ele é baseado no personagem homônimo do romance de Bram Stoker de 1897, Drácula, bem como na figura histórica de Vlad Tepes. Ele possui características de ambos, mas em vez de atacar donzelas, é apresentado como sendo a encarnação do mal, controlando realidades inteiras com seus exércitos de demônios. Antes de abandonar a humanidade, Drácula se chamava Mathias Cronqvist (マティアス・クロンクビスト, Matiasu Kuronkubisuto). 
Apesar de ter abandonado a humanidade e ser descrito como um poderoso vampiro, Drácula já se relacionou com uma humana e amou (sendo que uma parte de sua personalidade maligna é composta pela perda de sua primeira mulher, Elizabeth), e, apesar das diferenças, ele sempre gostou de seu filho, Alucard.

## Conceito do personagem
A aparência de Drácula é bastante inconsistente na série. Inicialmente nos primeiros jogos, sua face lembrava a de Drácula de Bela Lugosi (sendo que esta aparência foi reutilizada em Castlevania: Portrait of Ruin (apesar de também compartilhar características com a sua versão ao estilo anime em Dracula X). Ao longo dos lançamentos dos jogos, sua aparência foi modificada.
Em Akumajou Dracula X: Chi no Rondo ele tinha a forma de um personagem de anime com altura média e cabelo roxo. Já em Castlevania: Dracula X e Castlevania: Bloodlines, ele possuía uma aparência mais demoníaca. Uma das aparências mais marcantes de Drácula primeiramente foi vista em Castlevania: Symphony of the Night, no qual o personagem aparece com barba e cabelos longos esbranquiçados.
A cor de seu cabelo ainda varia entre marrom escuro, preto e cinza. As proporções de sua face também mudam constantemente. Nos jogos para Nintendo 64 de Castlevania, ele possui uma aparência muscular e mais "pesada", enquanto que possui uma face mais nobre e elegante em Symphony of the Night e seus sucessores. Geralmente Drácula traja um vestido nobre, comumente acompanhado de um manto. Em Curse of Darkness, Drácula usa um tipo de roupão longo, sendo que em outros jogos esta roupa reaparece modificada em alguns pontos.

## Poderes e habilidades
Os poderes e fraquezas de Drácula em Castlevania são condizentes aquelas de seu personagem de inspiração e na mitologia dos vampiros, incluindo aversão a luz solar, objetos sagrados, capacidade de comandar exércitos de outras criaturas sobrenaturais como zumbis, demônios e até mesmo a própria morte. Também possui capacidade de se teletransportar, levitar, se transformar em névoa ou em outras criaturas como lobo ou um bando de morcegos, assim como seu personagem de inspiração.
Na série, seu ataque mais comum envolve teletransportes de uma parte da tela para outra, em seguida abrindo sua capa para atirar três bolas-de-fogo contra o jogador. Em jogos mais recentes, ele pode atirar bolas-de-fogo maiores que se assemelham a meteoros. Drácula normalmente só recebe dano com ataques na área do pescoço à cabeça.
Em alguns jogos (como Castlevania III: Dracula's Curse e Castlevania: Bloodlines), Drácula aparece como um verdadeiro feiticeiro, atacando o jogador com vários tipos de magias, incluindo raios e paredes de fogo. Após ser derrotado na sua forma inicial (de aparência humana), Drácula mostra uma forma maior e de aparência demoníaca. Essa forma demoníaca muda de jogo em jogo, variando de um demônio com asas e aparência de morcego a uma mistura de lagarto e dragão.

## A reencarnação de Drácula
É revelado em Castlevania: Aria of Sorrow que a forma física de Drácula foi totalmente destruída na batalha de 1999 (na qual o caçador Julius Belmont lutou junto de Alucard e outros). Consequentemente, a alma de Drácula reencarnou em (Soma Cruz), seu novo hospedeiro.

## Recepção na mídia
Drácula foi listado como o terceiro melhor vilão de videogames de 2006 pela Game Informer. Ele também foi listado como o número 7 na lista dos personagens que mais morreram e ressuscitaram repetidamente. Ele é classificado como o terceiro morto-vivo mais maléfico na lista da EGM Top Ten Badass Undead. GameDaily o colocou na 16ª posição em sua lista de Top 25 Evil Masterminds of All Time, e sua persistência o colocou na lista de vilões mais persistentes. A IGN o colocou na 8ª posição em sua lista de Top 10 Most Memorable Villains, notando sua raiva contra os Belmonts. Em outro artigo, a IGN o listou como um de seus monstros favoritos, afirmando a preferência pela representação de Dracula em Castlevania ao invés de outras mídias, devido a "um senso de fashion e estilo que poucas outras versões possuem." Eles também o listaram na 23ª posição como melhor vilão dos jogos, chamando-o de o vilão mais prolífico de todos os tempos. GamesRadar o listou em primeira posição na sua lista de vilões que nunca permanecem mortos, afirmando que ele morreu mais que qualquer outro vilão da história e que, assim como Ganon da série The Legend of Zelda, ele nunca aprende com suas batalhas anteriores.
Jornalistas também comentaram em outras caracterizações de Dracula. Gabriel Belmont foi listado pela What Culture como o quarto melhor herói dos jogos que se virou para o mal, citando a reviravolta de como o personagem se torna Dracula. Similarmente, GamesRadar listou Gabriel em 7ª posição na sua Top 7... fallen heroes that became awesome villains, mencionando como sua personalidade mudou quando se tornou um vampiro. Para a série animada Castlevania, Anime News Network escreveu que um de seus charmes era que, em contraste com muitas outras séries de vampiros, Dracula não era o vilão original, mas sim a igreja que matou sua esposa, causando que Dracula se voltasse para o mal. Eles também elogiaram o dublador Graham McTavish por fornecer a voz de Dracula, pois ele "faz Dracula soar mundano e feroz, aristocrático e satânico". The Verge achou que ele era um "personagem simpático, ao invés do vilão cartunesco sem motivações reais a não ser a vontade de ser mal". Collider escreveu que a sede de vingança de Dracula era compreensível, apesar do caos que ele cria. A Uproxx concordou, mas achou que a série deixou o personagem um pouco de lado.